# Michael Green (scénariste)
Pour les articles homonymes, voir Green et Michael Green.
Michael Green est un scénariste et producteur de cinéma et de télévision américain.
Il a notamment créée et produit la série télévisée Kings, produit la série télévisée Heroes et écrit le scénario du film Green Lantern. Il a écrit le scénario des films de la trilogie Hercule Poirot de et avec Kenneth Branagh.

## Filmographie
Sauf indication contraire, les informations mentionnées dans cette section peuvent être confirmées par la base de données cinématographiques IMDb,  présente dans la section « Liens externes ».

### Scénariste
- 1998 : Sex and the City (série télévisée) - 1 épisode
- 1998 : Love Therapy (Cupid) (série télévisée) - 2 épisodes
- 2001-2002 : Smallville (série télévisée) - 6 épisodes
- 2002-2005 : Everwood (série télévisée) - 14 épisodes
- 2004 : Jack et Bobby (Jack & Bobby) (série télévisée)
- 2006-2007 : Heroes (série télévisée) - 3 épisodes
- 2009 : Kings (série télévisée) - 5 épisodes (également créateur de la série)
- 2011 : Green Lantern : Les Chevaliers de l'Émeraude de Christopher Berkeley, Lauren Montgomery et Jay Oliva
- 2011 : Green Lantern de Martin Campbell
- 2012 : Gotham (TV) de Francis Lawrence
- 2012 : The River (série télévisée) - 4 épisodes
- 2017 : American Gods (série télévisée) - saison 1, épisode 1 (également créateur et show runner de la série)
- 2017 : Logan de James Mangold
- 2017 : Alien: Covenant de Ridley Scott
- 2017 : Blade Runner 2049 de Denis Villeneuve
- 2017 : Le Crime de L'Orient-Express (Murder on the Orient Express) de Kenneth Branagh
- 2020 : Jungle Cruise de Jaume Collet-Serra
- 2022 : Mort sur le Nil de Kenneth Branagh
- 2023 : A Haunting in Venice de Kenneth Branagh
- 2023 : Blue Eye Samurai (série télévisée)
- 2024 : Carry-On de Jaume Collet-Serra

### Producteur / producteur délégué
- 2001-2002 : Smallville (série télévisée) - 21 épisodes
- 2002-2005 : Everwood (série télévisée) - 66 épisodes
- 2004-2005 : Jack et Bobby (Jack & Bobby) (série télévisée) (producteur consultant)
- 2006-2007 : Heroes (série télévisée) - 33 épisodes
- 2008 : Katt Williams: It's Pimpin' Pimpin’ (documentaire) de Troy Miller (producteur délégué)
- 2009 : Kings (série télévisée) - 5 épisodes (également créateur de la série)
- 2012 : Gotham (TV) de Francis Lawrence (producteur délégué)
- 2012 : The River (série télévisée) - 4 épisodes (producteur délégué)
- 2017 : American Gods (série télévisée) - saison 1, épisode 1 (également créateur et show runner de la série)
- 2019 : Comment élever un super-héros (série télévisée) : 2 épisodes (producteur délégué)
- 2023 : Blue Eye Samurai (série télévisée) (également créateur de la série)

### Scénariste de comics
- 2008 : Batman Confidential : Lovers and Madmen
- 2008 : Superman/Batman: The Search for Kryptonite (avec Mike Johnson (en))
- 2009 : Superman/Batman: Finest Worlds (avec Mike Johnson (en))
- 2019 : Blade Runner 2019 (avec Mike Johnson (en))
- 2020 : Blade Runner 2029 (avec Mike Johnson (en))